# Hòa Bình Thạnh
Hòa Bình Thạnh là một xã thuộc huyện Châu Thành, tỉnh An Giang, Việt Nam.

## Địa lý
Xã Hòa Bình Thạnh nằm ở trung tâm huyện Châu Thành, có vị trí địa lý:
- Phía đông giáp thị trấn An Châu và thành phố Long Xuyên.
- Phía tây giáp xã Vĩnh Lợi và xã Cần Đăng
- Phía nam giáp xã Vĩnh Thành và thành phố Long Xuyên
- Phía bắc giáp xã Bình Hòa.

Xã Hòa Bình Thạnh có diện tích 33,14 km², dân số năm 2019 là 10.768 người, mật độ dân số đạt 325 người/km².

## Hành chính
Xã Hòa Bình Thạnh được chia thành 6 ấp: Hòa Hưng, Hòa Tân, Hòa Thành, Hòa Thạnh, Hòa Thịnh và Hòa Thuận.

## Lịch sử
- Quyết định 56-CP[3] ngày 11 tháng 03 năm 1977 của Hội đồng Chính phủ, hợp nhất huyện Huệ Đức và huyện Châu Thành thành một huyện lấy tên là huyện Châu Thành, xã Hòa Bình Thạnh thuộc huyện Châu Thành
- Quyết định 181-CP[4] ngày 25 tháng 04 năm 1979 của Hội đồng Chính phủ điều chỉnh địa giới và đổi tên một số xã và thị trấn thuộc tỉnh An Giang:

1. Tách ấp Hòa Long, ấp Hòa Phú của xã Hòa Bình Thạnh, một phần ấp Bình Phú của xã Bình Hòa, một phần đất ấp Bình Thạnh (Xép Bà Lý trở lên phía bắc) của phường Bình Đức, thị xã Long Xuyên, lập thành một thị trấn lấy tên là thị trấn An Châu.
2. Tách ấp Hòa Lợi của xã Hòa Bình Thạnh, một phần ấp Đông Phú 2 của xã Vĩnh Nhuận lập thành một xã lấy tên là xã Vĩnh Lợi.

- Quyết định 300-CP[5] ngày 23 tháng 08 năm 1979 của Hội đồng Bộ trưởng, chia huyện Châu Thành thành hai huyện lấy tên là huyện Châu Thành và huyện Thoại Sơn, xã Hòa Bình Thạnh thuộc huyện Châu Thành